# Großer Preis von Monaco 2011
Der Große Preis von Monaco 2011 (offiziell Formula 1 Grand Prix de Monaco 2011) fand am 29. Mai auf dem Circuit de Monaco in Monte Carlo statt und war das sechste Rennen der Formel-1-Weltmeisterschaft 2011.

## Berichte

### Hintergrund
Nach dem Großen Preis von Spanien führte Sebastian Vettel in der Fahrerwertung mit 41 Punkten vor Lewis Hamilton und mit 51 Punkten vor Mark Webber. In der Konstrukteurswertung führte Red Bull-Renault mit 47 Punkten vor McLaren-Mercedes und mit 110 Punkten vor Ferrari.
Pirelli stellte den Fahrern die Reifenmischungen Soft (gelb) und Supersoft (rot), sowie für nasse Bedingungen Intermediates (hellblau) und Full-Wets (orange) zur Verfügung. Die Reifenmischung Supersoft kam in Monaco erstmals zum Einsatz.
Bei Ferrari kam es im Vorfeld des Grand Prix zu einer personellen Veränderung. Aldo Costa, der bis dahin die Position des technischen Direktors ausübte, wurde von seinen Aufgaben freigestellt. Pat Fry übernahm die technische Leitung im Chassis-Bereich.
Mit Michael Schumacher (fünfmal), Fernando Alonso (zweimal), Jarno Trulli, Hamilton, Jenson Button und Webber (jeweils einmal) traten sechs ehemalige Sieger zu diesem Grand Prix an.

### Training
Der erste Trainingstag fand in Monaco üblicherweise bereits am Donnerstag statt. Während der ersten freien Trainings erzielte Vettel die schnellste Runde vor Alonso und Nico Rosberg. In diesem Training übernahm Daniel Ricciardo den Toro Rosso von Jaime Alguersuari. Webber fuhr während des ersten Trainings lediglich drei Runden, das Getriebe an seinem Red Bull steckte nach Verlassen der Boxengasse im sechsten Gang fest, sodass er keine Rundenzeit setzte. Während des Trainings kam es zu einer fünfminütigen Unterbrechung, da Reparaturarbeiten an der Start-Ziel-Geraden vorgenommen wurden.
Im zweiten freien Training übernahm Alonso die Führung vor Hamilton und Rosberg.
Im dritten freien Training am Samstag erzielte Alonso abermals die schnellste Runde vor Button und Massa. Das Training musste nach Unfällen von Rosberg und Vitantonio Liuzzi unterbrochen werden. Beide Fahrer blieben unverletzt.

### Qualifying
Im ersten Abschnitt des Qualifyings (Q1) erzielte Hamilton die schnellste Runde. Die HRT-Piloten traten nicht zum Qualifying an. Liuzzis Fahrzeug konnte nach seinem Unfall im dritten freien Training nicht mehr rechtzeitig repariert werden und bei dem Boliden von Narain Karthikeyan stellte man ein Problem mit der Hinterradaufhängung fest. Obwohl sie nicht die Qualifikation schafften, wurden sie von den Rennkommissaren zum Rennen zugelassen. Darüber hinaus schafften die Virgin- und Lotus-Piloten sowie Alguersuari nicht den Sprung ins zweite Segment. In diesem (Q2) setzte sich Hamilton erneut an die Spitze des Feldes. Die Force-India- und Renault-Piloten sowie Sébastien Buemi, Kamui Kobayashi und Rubens Barrichello schieden aus.
Das finale Qualifying-Segment (Q3) wurde von einem schweren Unfall von Sergio Pérez überschattet. Ausgangs des Tunnels verlor er die Kontrolle über sein Fahrzeug, drehte sich und schlug seitwärts in die Begrenzungsmauer der Hafenschikane ein. Für die Rettung des Piloten und Reparaturarbeiten an der Strecke wurde das Training unterbrochen. Pérez blieb bei Bewusstsein und wurde in ein Krankenhaus gebracht. Nach Angaben seines Teams erlitt er keine ernsthaften Verletzungen. Pérez soll sich eine Gehirnerschütterung sowie eine Stauchung am Oberschenkel zugezogen haben. Der Unfall ähnelte dem Unfall Karl Wendlingers, der 1994 ebenfalls im Sauber schwer verunglückte. Wendlinger lag nach diesem Unfall wochenlang im Koma.
Schließlich schloss Vettel das Qualifying als Erster vor Button und Webber ab. Hamilton, der in den vorherigen Abschnitten die Bestzeit erzielt hatte, kam nach dem Restart des Qualifyings nur auf den siebten Platz. Diese schnellste Rundenzeit wurde ihm allerdings gestrichen, da er die Hafenschikane abgekürzt hatte. Er fiel auf den zehnten Platz zurück. Da Pérez nicht zum Rennen antrat, rückte er noch auf den neunten Platz vor.

### Rennen
Beim Start gelang es Vettel, seinen Vorsprung zu halten und er setzte sich sofort vor Button und Alonso durch, die es schafften, an Webber vorbeizuziehen. Rosberg schaffte es, Schumacher und Felipe Massa zu überholen, auch dank der Unentschlossenheit beim Start des siebenmaligen Weltmeisters, der drei Positionen verlor. Hamilton behauptete den neunten Platz und lag damit hinter Schumacher, der ihn jedoch in der Spitzkehre der Vecchia Stazione (Mirabeau) sofort überholte. Die beiden hatten sich bereits beim Start berührt, allerdings mit geringem Schaden. In der zehnten Runde überholte Hamilton dank Schumachers abbauenden Hinterreifen den Mercedes des deutschen Fahrers in der Sainte-Devote-Kurve. Kurz darauf führte Barrichello das gleiche Manöver an der Haarnadelkurve von Mirabeau durch. Gleichzeitig wurde Massa von Rosberg eingebremst, der Probleme mit seinen Reifen hatte. Der Brasilianer ging in Runde 15 erst an Rosberg vorbei.
Kurz darauf stoppte Button zum ersten Mal und zog die Supersoft-Reifen auf, während Vettel in der folgenden Runde (17.) an die Box kam, aber die Soft-Reifen aufzog, ebenso wie Alonso. Der 30-Sekunden-Vorsprung gegenüber Massa ermöglichte es den dreien, mit Vorsprung an der Spitze zu bleiben. Webber hingegen kehrte unmittelbar nach seinem Teamkollegen an die Box zurück, doch sein Stopp erfolgte langsam und der Australier kehrte auf dem 14. Platz auf die Strecke zurück. Nachdem Button die Führung übernommen hatte, konnte er dank der unterschiedlichen Reifenwahl einen guten Vorsprung gegenüber seinen Konkurrenten herausfahren. Den ersten drei Fahrern folgten mit Abstand Massa und Pastor Maldonado, die bisher ohne Stopp waren.
In Runde 24 überholte Paul di Resta Alguersuari in Mirabeau, kam jedoch mit dem spanischen Fahrer in Berührung und beschädigte sein Auto. Die Stewards bestraften das Manöver mit einer Durchfahrtsstrafe. In der 23. Runde legte auch Hamilton seinen Boxenstopp ein, der jedoch länger als erwartet dauerte und dazu führte, dass er auf den 15. Platz zurückfiel. Vier Runden später kehrte auch Massa an die Box zurück und kehrte vor dem McLaren-Fahrer auf die Strecke zurück. Die beiden lieferten sich ein Duell, das in Runde 33 endete, als Hamilton an der Loews-Haarnadelkurve einen Angriff versuchte, aber am Ende das Auto des Brasilianers traf. Im Tunnel gesellt sich Hamilton erneut zu seinem Rivalen, der von außen versucht, Widerstand zu leisten, aber in die Leitplanken krachte. Massas Auto blieb in einer gefährlichen Position stehen und die Rennleitung brachte das Safety-Car auf die Strecke. Gleichzeitig blieb Schumachers Auto wegen eines technischen Problems am Eingang der Boxengasse stehen. Button nutzte die Gelegenheit, um seinen zweiten Reifenwechsel vorzunehmen und die Supersoft-Reifen wieder aufzuziehen, ebenso wie Alonso, ein Manöver, das Vettel nicht nachahmte. Adrian Sutil und Kobayashi, die den Boxenstopp noch nicht absolviert hatten, nutzten die Unterbrechung ebenfalls, wechselten die Reifen und kehrten als Vierter bzw. Fünfter auf die Strecke zurück.
Beim Restart nach zwei Runden wurde Hamilton wegen des Unfalls mit Massa in der Haarnadelkurve mit einer Durchfahrtsstrafe bestraft und kehrte auf den neunten Platz zurück. An der Spitze folgt Button Vettel bis zur 48. Runde, als der Engländer auf weichen Reifen den dritten Boxenstopp einlegte. Vettel, der seit Runde 17 mit dem gleichen Reifensatz unterwegs war, begann an Boden auf Alonso zu verlieren, der den Abstand in Runde 58 auf weniger als eine Sekunde reduzierte. Unterdessen erholte sich Button, begünstigt durch die frischeren Reifen, schnell vom Spitzenpaar und holte sechzehn Runden vor Schluss Vettel und Alonso ein. Die drei hatten einen großen Vorsprung gegenüber dem Rest der Gruppe, wo Sutil, der Probleme mit den Reifen hatte, Kobayashi und Webber aufhielt.
Neun Runden vor Schluss fanden sich die drei führenden Fahrer in einer großen Gruppe von Autos wieder, die zwischen den Plätzen sechs und neun kämpften um diese zu überrunden: Sutil, der sich zunehmend mehr Probleme mit seinen Reifen bekam, wurde von Maldonado überholt und prallte gegen die Leitplanken, wobei der rechte Hinterreifen seines Wagens beschädigt wurde. Witali Petrov und Hamilton, der ihn überholte, verlangsamten das Tempo, um dem Force India auszuweichen, der mit reduzierter Geschwindigkeit fuhr, doch Alguersuari prallte heftig gegen den McLaren-Fahrer, was zu einer Karambole führte, an der auch Petrov beteiligt war. Die Rennleitung schickte das Safety-Car erneut auf die Strecke, doch der russische Fahrer benötigte, obwohl er keine größeren körperlichen Folgen erlitten hatte, ärztliche Hilfe und das Rennen wurde mit der roten Flagge in der 72. Runde unterbrochen.
Die Autos standen in der Reihenfolge in der Startaufstellung, in der sie bis dahin besetzt waren, mit Vettel vor Alonso, Button, Kobayashi, Webber, Maldonado und Hamilton. Das in den vergangenen Runden beschädigte Auto des Engländers und von Sutil konnte repariert werden, während alle Fahrer neue Reifen aufziehen konnten. Nach 25 Minuten wurde das Rennen erneut gestartet. In den folgenden fünf Runden behielt Vettel die Führung vor Alonso und Button und gewann das fünfte von sechs Rennen. Webber setzte sich in Runde 77 gegen Kobayashi durch und sicherte sich den vierten Platz, während zuvor, beim Neustart, Hamilton und Maldonado in der ersten Kurve in Kontakt gekommen waren und der Williams-Fahrer aufgeben musste. Nick Heidfeld, Barrichello (der Williams die ersten Punkte der Saison bescherte) und Buemi kamen ebenfalls in die Punkte. Vettel gewann sein 15. Rennen in der Formel-1-Weltmeisterschaft.

## Meldeliste
| Team                         | Nr. | Fahrer             | Chassis             | Motor                | Reifen |
| ---------------------------- | --- | ------------------ | ------------------- | -------------------- | ------ |
| Red Bull Racing              | 01  | Sebastian Vettel   | Red Bull RB7        | Renault 2.4 V8       | P      |
| Red Bull Racing              | 02  | Mark Webber        | Red Bull RB7        | Renault 2.4 V8       | P      |
| Vodafone McLaren Mercedes    | 03  | Lewis Hamilton     | McLaren MP4-26      | Mercedes-Benz 2.4 V8 | P      |
| Vodafone McLaren Mercedes    | 04  | Jenson Button      | McLaren MP4-26      | Mercedes-Benz 2.4 V8 | P      |
| Scuderia Ferrari Marlboro    | 05  | Fernando Alonso    | Ferrari 150º Italia | Ferrari 2.4 V8       | P      |
| Scuderia Ferrari Marlboro    | 06  | Felipe Massa       | Ferrari 150º Italia | Ferrari 2.4 V8       | P      |
| Mercedes GP Petronas F1 Team | 07  | Michael Schumacher | Mercedes MGP W02    | Mercedes-Benz 2.4 V8 | P      |
| Mercedes GP Petronas F1 Team | 08  | Nico Rosberg       | Mercedes MGP W02    | Mercedes-Benz 2.4 V8 | P      |
| Lotus Renault GP             | 09  | Nick Heidfeld      | Renault R31         | Renault 2.4 V8       | P      |
| Lotus Renault GP             | 10  | Witali Petrow      | Renault R31         | Renault 2.4 V8       | P      |
| AT&T Williams                | 11  | Rubens Barrichello | Williams FW33       | Cosworth 2.4 V8      | P      |
| AT&T Williams                | 12  | Pastor Maldonado   | Williams FW33       | Cosworth 2.4 V8      | P      |
| Force India F1 Team          | 14  | Adrian Sutil       | Force India VJM04   | Mercedes-Benz 2.4 V8 | P      |
| Force India F1 Team          | 15  | Paul di Resta      | Force India VJM04   | Mercedes-Benz 2.4 V8 | P      |
| Sauber F1 Team               | 16  | Kamui Kobayashi    | Sauber C30          | Ferrari 2.4 V8       | P      |
| Sauber F1 Team               | 17  | Sergio Pérez       | Sauber C30          | Ferrari 2.4 V8       | P      |
| Scuderia Toro Rosso          | 18  | Sébastien Buemi    | Toro Rosso STR6     | Ferrari 2.4 V8       | P      |
| Scuderia Toro Rosso          | 19  | Daniel Ricciardo   | Toro Rosso STR6     | Ferrari 2.4 V8       | P      |
| Scuderia Toro Rosso          | 19  | Jaime Alguersuari  | Toro Rosso STR6     | Ferrari 2.4 V8       | P      |
| Team Lotus                   | 20  | Heikki Kovalainen  | Lotus T128          | Renault 2.4 V8       | P      |
| Team Lotus                   | 21  | Jarno Trulli       | Lotus T128          | Renault 2.4 V8       | P      |
| HRT F1 Team                  | 22  | Narain Karthikeyan | HRT F111            | Cosworth 2.4 V8      | P      |
| HRT F1 Team                  | 23  | Vitantonio Liuzzi  | HRT F111            | Cosworth 2.4 V8      | P      |
| Marussia Virgin Racing       | 24  | Timo Glock         | Virgin MVR-02       | Cosworth 2.4 V8      | P      |
| Marussia Virgin Racing       | 25  | Jérôme D’Ambrosio  | Virgin MVR-02       | Cosworth 2.4 V8      | P      |

Anmerkungen
1. 1 2  Ricciardo fuhr den Toro Rosso mit der Nummer 19 im ersten freien Training. Alguersuari übernahm das Fahrzeug anschließend für das restliche Rennwochenende.

## Klassifikationen

### Qualifying
| Pos.                                                                      | Fahrer             | Konstrukteur         | Q1         | Q2       | Q3         | Start |
| ------------------------------------------------------------------------- | ------------------ | -------------------- | ---------- | -------- | ---------- | ----- |
| 01                                                                        | Sebastian Vettel   | Red Bull-Renault     | 1:15,606   | 1:14,277 | 1:13,556   | 01    |
| 02                                                                        | Jenson Button      | McLaren-Mercedes     | 1:15,397   | 1:14,545 | 1:13,997   | 02    |
| 03                                                                        | Mark Webber        | Red Bull-Renault     | 1:16,087   | 1:14,742 | 1:14,019   | 03    |
| 04                                                                        | Fernando Alonso    | Ferrari              | 1:16,051   | 1:14,569 | 1:14,483   | 04    |
| 05                                                                        | Michael Schumacher | Mercedes             | 1:16,092   | 1:14,981 | 1:14,682   | 05    |
| 06                                                                        | Felipe Massa       | Ferrari              | 1:16,309   | 1:14,648 | 1:14,877   | 06    |
| 07                                                                        | Nico Rosberg       | Mercedes             | 1:15,858   | 1:14,741 | 1:15,766   | 07    |
| 08                                                                        | Pastor Maldonado   | Williams-Cosworth    | 1:15,819   | 1:15,545 | 1:16,528   | 08    |
| 09                                                                        | Lewis Hamilton     | McLaren-Mercedes     | 1:15,207   | 1:14,275 | keine Zeit | 09    |
| 10                                                                        | Sergio Pérez       | Sauber-Ferrari       | 1:15,918   | 1:15,482 | keine Zeit | 10    |
| 11                                                                        | Witali Petrow      | Renault              | 1:16,378   | 1:15,815 | –          | 11    |
| 12                                                                        | Rubens Barrichello | Williams-Cosworth    | 1:16,616   | 1:15,826 | –          | 12    |
| 13                                                                        | Kamui Kobayashi    | Sauber-Ferrari       | 1:16,513   | 1:15,973 | –          | 13    |
| 14                                                                        | Paul di Resta      | Force India-Mercedes | 1:16,813   | 1:16,118 | –          | 14    |
| 15                                                                        | Adrian Sutil       | Force India-Mercedes | 1:16,600   | 1:16,121 | –          | 15    |
| 16                                                                        | Nick Heidfeld      | Renault              | 1:16,681   | 1:16,214 | –          | 16    |
| 17                                                                        | Sébastien Buemi    | Toro Rosso-Ferrari   | 1:16,358   | 1:16,300 | –          | 17    |
| 18                                                                        | Heikki Kovalainen  | Lotus-Renault        | 1:17,343   | –        | –          | 18    |
| 19                                                                        | Jarno Trulli       | Lotus-Renault        | 1:17,381   | –        | –          | 19    |
| 20                                                                        | Jaime Alguersuari  | Toro Rosso-Ferrari   | 1:17,820   | –        | –          | 20    |
| 21                                                                        | Timo Glock         | Virgin-Cosworth      | 1:17,914   | –        | –          | 21    |
| 22                                                                        | Jérôme D’Ambrosio  | Virgin-Cosworth      | 1:18,736   | –        | –          | 22    |
| 107-Prozent-Zeit: 1:20,471 min (bezogen auf Q1-Bestzeit von 1:15,207 min) |                    |                      |            |          |            |       |
| DNQ                                                                       | Narain Karthikeyan | HRT-Cosworth         | keine Zeit | –        | –          | 23    |
| DNQ                                                                       | Vitantonio Liuzzi  | HRT-Cosworth         | keine Zeit | –        | –          | 24    |

Anmerkungen
1. 1 2 3 4 5 6 7 8 9 10 11 12 13 14 15 16 17 18  Rennwagen mit KERS

### Rennen
| Pos. | Fahrer             | Konstrukteur         | Runden | Stopps | Zeit        | Start | Schnellste Runde |
| ---- | ------------------ | -------------------- | ------ | ------ | ----------- | ----- | ---------------- |
| 01   | Sebastian Vettel   | Red Bull-Renault     | 78     | 1      | 2:09:38,373 | 01    | 1:16,267 (78.)   |
| 02   | Fernando Alonso    | Ferrari              | 78     | 2      | + 1,138     | 04    | 1:16,471 (77.)   |
| 03   | Jenson Button      | McLaren-Mercedes     | 78     | 3      | + 2,378     | 02    | 1:16,463 (78.)   |
| 04   | Mark Webber        | Red Bull-Renault     | 78     | 2      | + 23,101    | 03    | 1:16,234 (78.)   |
| 05   | Kamui Kobayashi    | Sauber-Ferrari       | 78     | 1      | + 26,916    | 13    | 1:18,308 (76.)   |
| 06   | Lewis Hamilton     | McLaren-Mercedes     | 78     | 3      | + 47,210    | 09    | 1:17,847 (54.)   |
| 07   | Adrian Sutil       | Force India-Mercedes | 77     | 2      | + 1 Runde   | 15    | 1:18,872 (77.)   |
| 08   | Nick Heidfeld      | Renault              | 77     | 2      | + 1 Runde   | 16    | 1:17,857 (77.)   |
| 09   | Rubens Barrichello | Williams-Cosworth    | 77     | 2      | + 1 Runde   | 12    | 1:18,584 (76.)   |
| 10   | Sébastien Buemi    | Toro Rosso-Ferrari   | 77     | 2      | + 1 Runde   | 17    | 1:18,832 (77.)   |
| 11   | Nico Rosberg       | Mercedes             | 76     | 3      | + 2 Runden  | 07    | 1:18,699 (56.)   |
| 12   | Paul di Resta      | Force India-Mercedes | 76     | 3      | + 2 Runden  | 14    | 1:18,724 (75.)   |
| 13   | Jarno Trulli       | Lotus-Renault        | 76     | 2      | + 2 Runden  | 19    | 1:21,277 (66.)   |
| 14   | Heikki Kovalainen  | Lotus-Renault        | 76     | 2      | + 2 Runden  | 18    | 1:20,678 (54.)   |
| 15   | Jérôme D’Ambrosio  | Virgin-Cosworth      | 75     | 2      | + 3 Runden  | 22    | 1:21,391 (75.)   |
| 16   | Vitantonio Liuzzi  | HRT-Cosworth         | 75     | 1      | + 3 Runden  | 24    | 1:21,566 (74.)   |
| 17   | Narain Karthikeyan | HRT-Cosworth         | 74     | 2      | + 4 Runden  | 23    | 1:22,731 (74.)   |
| 18   | Pastor Maldonado   | Williams-Cosworth    | 73     | 2      | DNF         | 08    | 1:18,904 (62.)   |
| –    | Witali Petrow      | Renault              | 67     | 1      | DNF         | 11    | 1:20,058 (57.)   |
| –    | Jaime Alguersuari  | Toro Rosso-Ferrari   | 66     | 2      | DNF         | 20    | 1:18,608 (59.)   |
| –    | Felipe Massa       | Ferrari              | 32     | 1      | DNF         | 06    | 1:20,202 (16.)   |
| –    | Michael Schumacher | Mercedes             | 32     | 1      | DNF         | 05    | 1:19,801 (30.)   |
| –    | Timo Glock         | Virgin-Cosworth      | 30     | 1      | DNF         | 21    | 1:22,102 (30.)   |
| DNS  | Sergio Pérez       | Sauber-Ferrari       | –      | –      | –           | 10    | –                |

Anmerkungen
1. 1 2 3 4 5 6 7 8 9 10 11 12 13 14 15 16 17 18  Rennwagen mit KERS

1. ↑  Hamilton wurde für das Verursachen einer Kollision mit einer 20-Sekunden-Zeitstrafe belegt
2. ↑  Pérez konnte aufgrund eines schweren Unfalls im Qualifying nicht am Rennen teilnehmen.

## WM-Stände nach dem Rennen
Die ersten zehn des Rennens bekamen 25, 18, 15, 12, 10, 8, 6, 4, 2 bzw. 1 Punkt(e).

### Fahrerwertung
| Pos. | Fahrer             | Konstrukteur         | Punkte |
| ---- | ------------------ | -------------------- | ------ |
| 01   | Sebastian Vettel   | Red Bull-Renault     | 143    |
| 02   | Lewis Hamilton     | McLaren-Mercedes     | 85     |
| 03   | Mark Webber        | Red Bull-Renault     | 79     |
| 04   | Jenson Button      | McLaren-Mercedes     | 76     |
| 05   | Fernando Alonso    | Ferrari              | 69     |
| 06   | Nick Heidfeld      | Renault              | 29     |
| 07   | Nico Rosberg       | Mercedes             | 26     |
| 08   | Felipe Massa       | Ferrari              | 24     |
| 09   | Witali Petrow      | Renault              | 21     |
| 10   | Kamui Kobayashi    | Sauber-Ferrari       | 19     |
| 11   | Michael Schumacher | Mercedes             | 14     |
| 12   | Adrian Sutil       | Force India-Mercedes | 8      |

| Pos. | Fahrer             | Konstrukteur         | Punkte |
| ---- | ------------------ | -------------------- | ------ |
| 13   | Sébastien Buemi    | Toro Rosso-Ferrari   | 7      |
| 14   | Rubens Barrichello | Williams-Cosworth    | 2      |
| 15   | Sergio Pérez       | Sauber-Ferrari       | 2      |
| 16   | Paul di Resta      | Force India-Mercedes | 2      |
| 17   | Jaime Alguersuari  | Toro Rosso-Ferrari   | 0      |
| 18   | Jarno Trulli       | Lotus-Renault        | 0      |
| 19   | Heikki Kovalainen  | Lotus-Renault        | 0      |
| 20   | Jérôme D’Ambrosio  | Virgin-Cosworth      | 0      |
| 21   | Pastor Maldonado   | Williams-Cosworth    | 0      |
| 22   | Timo Glock         | Virgin-Cosworth      | 0      |
| 23   | Vitantonio Liuzzi  | HRT-Cosworth         | 0      |
| 24   | Narain Karthikeyan | HRT-Cosworth         | 0      |

### Konstrukteurswertung
| Pos. | Konstrukteur     | Punkte |
| ---- | ---------------- | ------ |
| 01   | Red Bull-Renault | 222    |
| 02   | McLaren-Mercedes | 161    |
| 03   | Ferrari          | 93     |
| 04   | Renault          | 50     |
| 05   | Mercedes         | 40     |
| 06   | Sauber-Ferrari   | 21     |

| Pos. | Konstrukteur         | Punkte |
| ---- | -------------------- | ------ |
| 07   | Force India-Mercedes | 10     |
| 08   | Toro Rosso-Ferrari   | 7      |
| 09   | Williams-Cosworth    | 2      |
| 10   | Lotus-Renault        | 0      |
| 11   | Virgin-Cosworth      | 0      |
| 12   | HRT-Cosworth         | 0      |